# Tabanus uniformis
Tabanus uniformis är en tvåvingeart som beskrevs av Ricardo 1911. Tabanus uniformis ingår i släktet Tabanus och familjen bromsar. Inga underarter finns listade i Catalogue of Life.